# Tripogon africanus
Tripogon africanus là một loài thực vật có hoa trong họ Hòa thảo. Loài này được (Coss. & Durieu) H.Scholz & P.König miêu tả khoa học đầu tiên năm 1985.